# Werner von Ekesparre

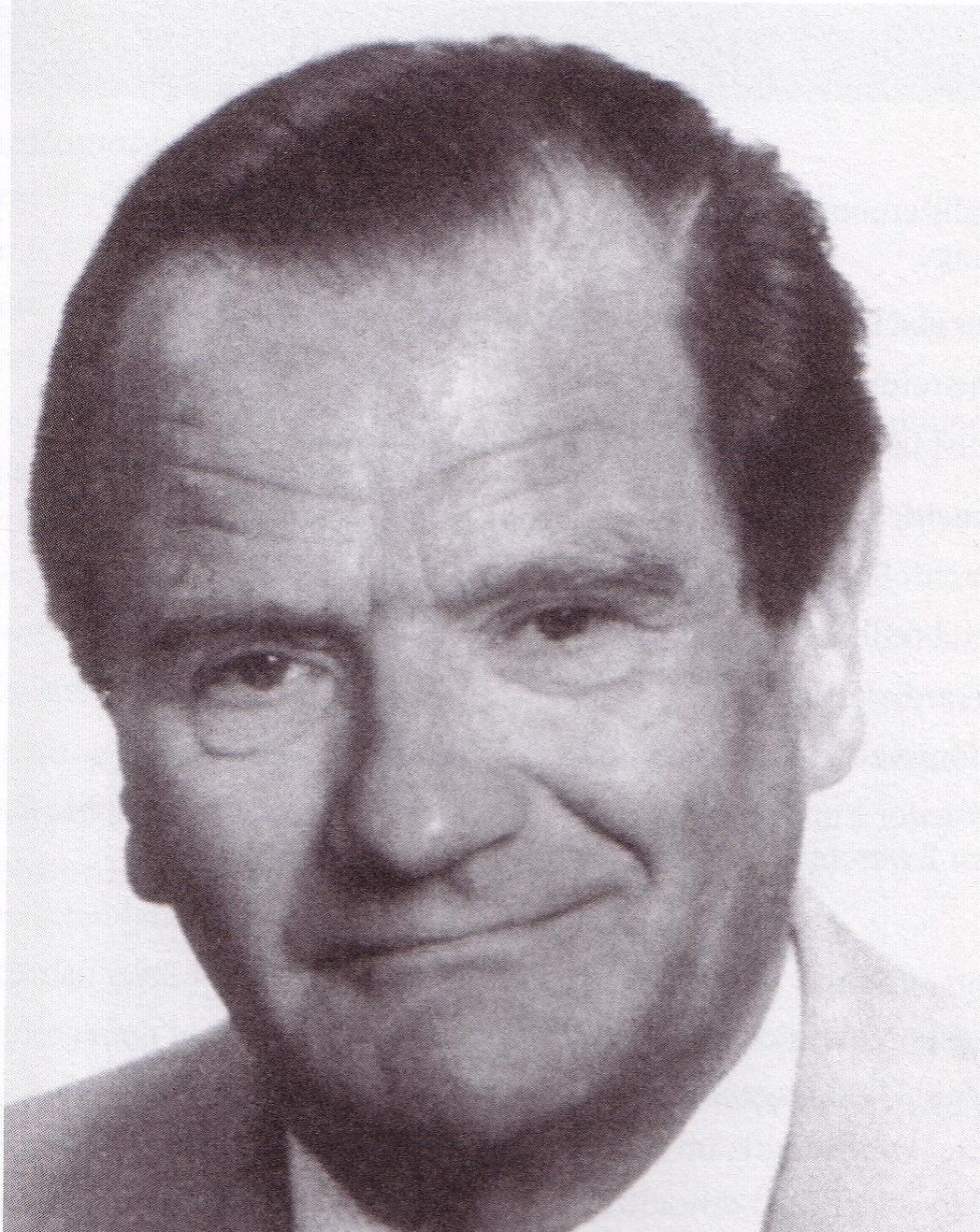
Werner v. Ekesparre

Werner Armin Herbert Axel von Ekesparre (* 10. April 1919 in Misdroy, Pommern; † 19. August 1998 in Hamburg) war ein deutscher Chirurg.

## Leben
Werner von Ekesparre entstammte deutsch-baltischem Adel von der Insel Oesel in Estland. Er war der jüngste Sohn des Gutsbesitzers und oeselschen Kassadeputierten Armin von Ekesparre (1869–1919), Gutsherr auf Euküll (Kirchspiel Karmel) und der Meta v. Wardenburg (1883–1949) aus Arensburg.

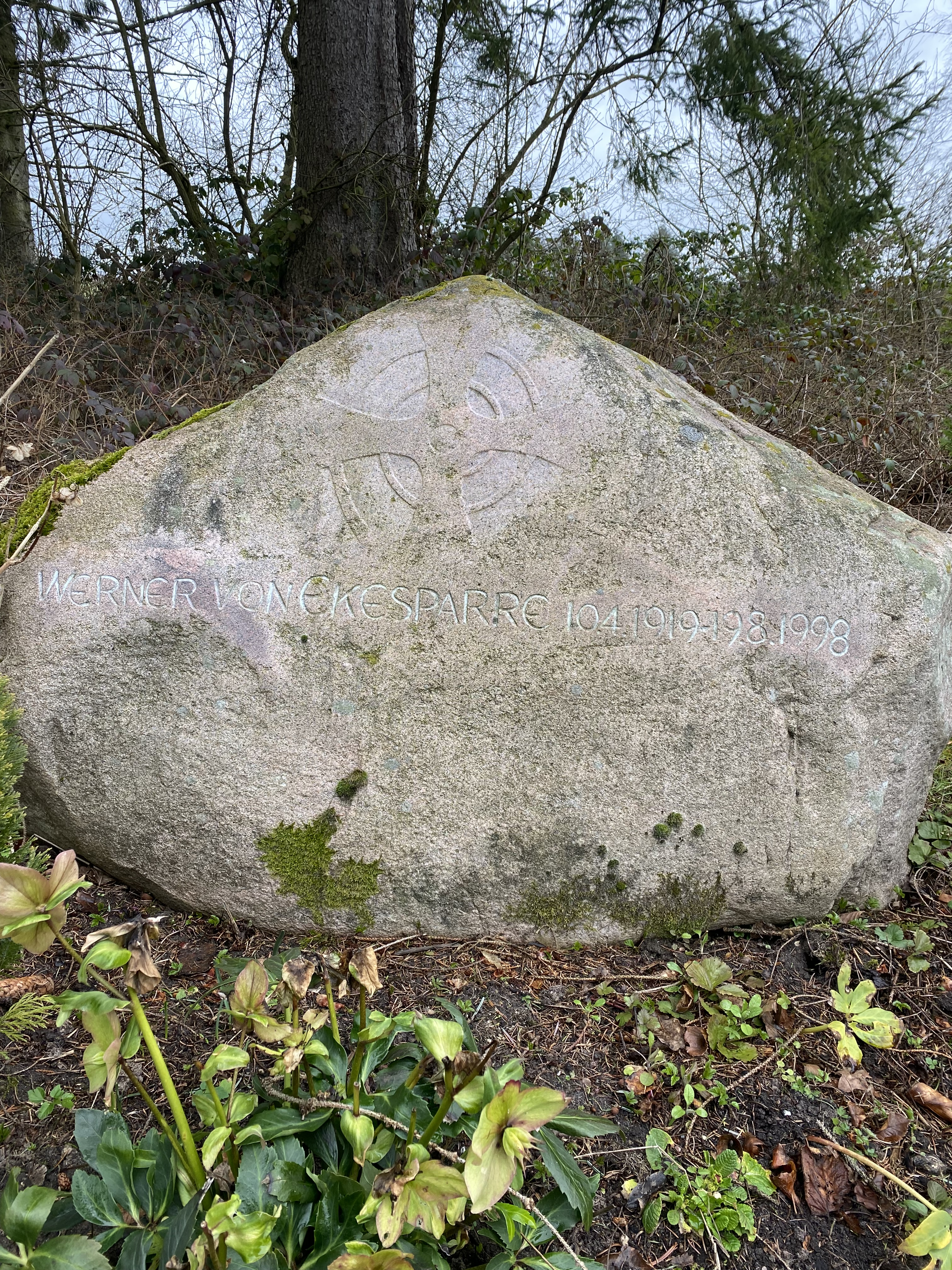
Grabstätte auf dem Waldfriedhof Wohldorf

Ekesparre besuchte die Baltenschule Misdroy. Nach dem Abitur studierte er ab 1939 an der Karls-Universität, der Universität Wien und der Medizinischen Akademie Danzig Medizin. Als Soldat der Kriegsmarine geriet er in französische Gefangenschaft. In der Französischen Besatzungszone kümmerte er sich als Sanitäter und Unterarzt im Schwarzwald um die Mitgefangenen und um französische Soldaten. Nach der Entlassung beendete er 1948 das Studium an der Johann Wolfgang Goethe-Universität Frankfurt am Main. 1949 begann er an der Eberhard Karls Universität Tübingen die chirurgische Ausbildung bei Theodor Naegeli (1886–1971). Bei ihm schrieb er seine Doktorarbeit, mit der er im Oktober 1951 zum Dr. med. promoviert wurde. Am 14. September 1952 heiratete er in Münster Gudrun Freiin von Verschuer (* 23. Juni 1932 in Berlin), Tochter von Otmar Freiherr von Verschuer, Direktor des Instituts für Humangenetik an der Westfälischen Wilhelms-Universität, und der Erika Flad. 1954–1958 war er im Klinikum Bremen-Mitte bei Fritz Rehbein in der Kinderchirurgie und Kinderurologie tätig. 1958–1984 war er Chefarzt der Kinderchirurgie in Hamburg-Duvenstedt. 1970–1973 war er Präsident der Deutschen Gesellschaft für Kinderchirurgie. 1981 leitete er die 128. Tagung der Vereinigung Nordwestdeutscher Chirurgen. Im Hamburger Professorenkatalog wird er 1974–1976 als Privatdozent aufgeführt. Mit seinen Lehrern Fritz Rehbein und Inge Petersen gehört er zu den Pionieren der Kinderchirurgie in Deutschland.
Seine letzte Ruhestätte fand Werner von Ekesparre auf dem Hamburger Waldfriedhof Wohldorf.